# Myrcia anacardiifolia
Myrcia anacardiifolia là một loài thực vật có hoa trong Họ Đào kim nương. Loài này được Gardner mô tả khoa học đầu tiên năm 1843.